# 기욤 카네
기욤 카네(프랑스어: Guillaume Canet, 1973년 4월 10일 ~ )는 프랑스의 배우이자 영화 감독이다.

## 작품 목록

### 출연
- 비치 (2000)
- 피델리티 (2000)
- 비독 (2001)
- 러브 미 이프 유 데어 (2003)
- 메리 크리스마스 (2005)
- 랑페르 (2005)
- 텔 노 원 (2006)
- 카 (2006) - 프랑스어 더빙
- 함께 있을 수 있다면 (2007)
- 라스트 나잇 (2010) - 알렉스 만 역
- 더 나은 삶 (2011) - 얀 역
- 워 오브 더 버튼: 작은 영웅들 (2011) - 선생님 역
- 플레이어스 (2012) - 티볼트 역
- 자펠롭 (2013) - 피에르 뒤랑 역 (각본 겸임)
- 터닝 타이드 (2013)
- 인 더 네임 오브 마이 도터 (2014)
- 나는 앞으로 심장을 목표로 한다 (2014)
- 챔피언 프로그램 (2015) - 미켈레 페라리 역
- 미니언즈 (2015) - 프랑스어 더빙
- 어린 왕자 (2015) - 왕자 역 (프랑스어 더빙)
- 아틱 하트 (2016)
- 나의 위대한 친구, 세잔 (2016, Cézanne et moi) - 에밀 졸라 역
- 자도빌 포위작전 (2016)
- 몽 가르송 (2017)
- 로큰롤 (2017)
- 수영장으로 간 남자들 (2018)
- 논픽션 (2018)
- 카페 벨에포크 (2019)
- 아스테릭스 & 오벨릭스: 더 미들 킹덤 (2023)

### 연출 및 각본
- 텔 노 원 (2006)
- 프렌즈: 하얀 거짓말 (2010)
- 블러드타이즈 (2013) - 제작 겸임
- 로큰롤 (2017)
- 아스테릭스 & 오벨릭스: 더 미들 킹덤 (2023)